# Bjästa
Bjästa är en tätort  i Örnsköldsviks kommun nordöstra Ångermanland, Västernorrlands län.
Bjästa ligger efter en bördig dalgång runt Nätraån och Svedjefjärden (4 m ö.h.). Det är det största samhället och kyrkbyn i Nätra socken och orten ligger längs Europaväg 4, cirka 17 km söder om Örnsköldsvik. 

## Ortnamnet
År 1535 skrevs Bijelsstadz och 1542 skrevs Biedsta, vilket enligt viss forskning härrör från ett äldre byastadher med betydelsen "gårdsplats", "plats där gård anlagts".

## Befolkningsutveckling
| Befolkningsutvecklingen i Bjästa 1960–2020 | Befolkningsutvecklingen i Bjästa 1960–2020 | Befolkningsutvecklingen i Bjästa 1960–2020 | Befolkningsutvecklingen i Bjästa 1960–2020 | Befolkningsutvecklingen i Bjästa 1960–2020 |
| ------------------------------------------ | ------------------------------------------ | ------------------------------------------ | ------------------------------------------ | ------------------------------------------ |
|                                            |                                            |                                            |                                            |                                            |
| År                                         |                                            |                                            | Folkmängd                                  | Areal (ha)                                 |
| 1960                                       | 1960                                       |                                            | 883                                        |                                            |
| 1965                                       | 1965                                       |                                            | 1 314                                      |                                            |
| 1970                                       | 1970                                       |                                            | 1 872                                      |                                            |
| 1975                                       | 1975                                       |                                            | 2 145                                      |                                            |
| 1980                                       | 1980                                       |                                            | 2 149                                      |                                            |
| 1990                                       | 1990                                       |                                            | 2 055                                      | 201                                        |
| 1995                                       | 1995                                       |                                            | 1 901                                      | 204                                        |
| 2000                                       | 2000                                       |                                            | 1 753                                      | 204                                        |
| 2005                                       | 2005                                       |                                            | 1 785                                      | 204                                        |
| 2010                                       | 2010                                       |                                            | 1 808                                      | 205                                        |
| 2015                                       | 2015                                       |                                            | 1 845                                      | 240                                        |
| 2020                                       | 2020                                       |                                            | 1 806                                      | 245                                        |
|                                            |                                            |                                            |                                            |                                            |

## Samhället
Orten har en tämligen nybyggd skola, Bjästaskolan, och ett sjukhem. Här finns också vårdcentral samt tandläkare och apotek.
I Bjästa centrum finns det livsmedelsbutiker samt ett antal småbutiker. Här finns några restauranger och en vägkrog intill E4 samt räddningstjänst som har sina lokaler på bostadsområdet Norrsvedje tillsammans med kommunen.
Här ligger Nätra kyrka.

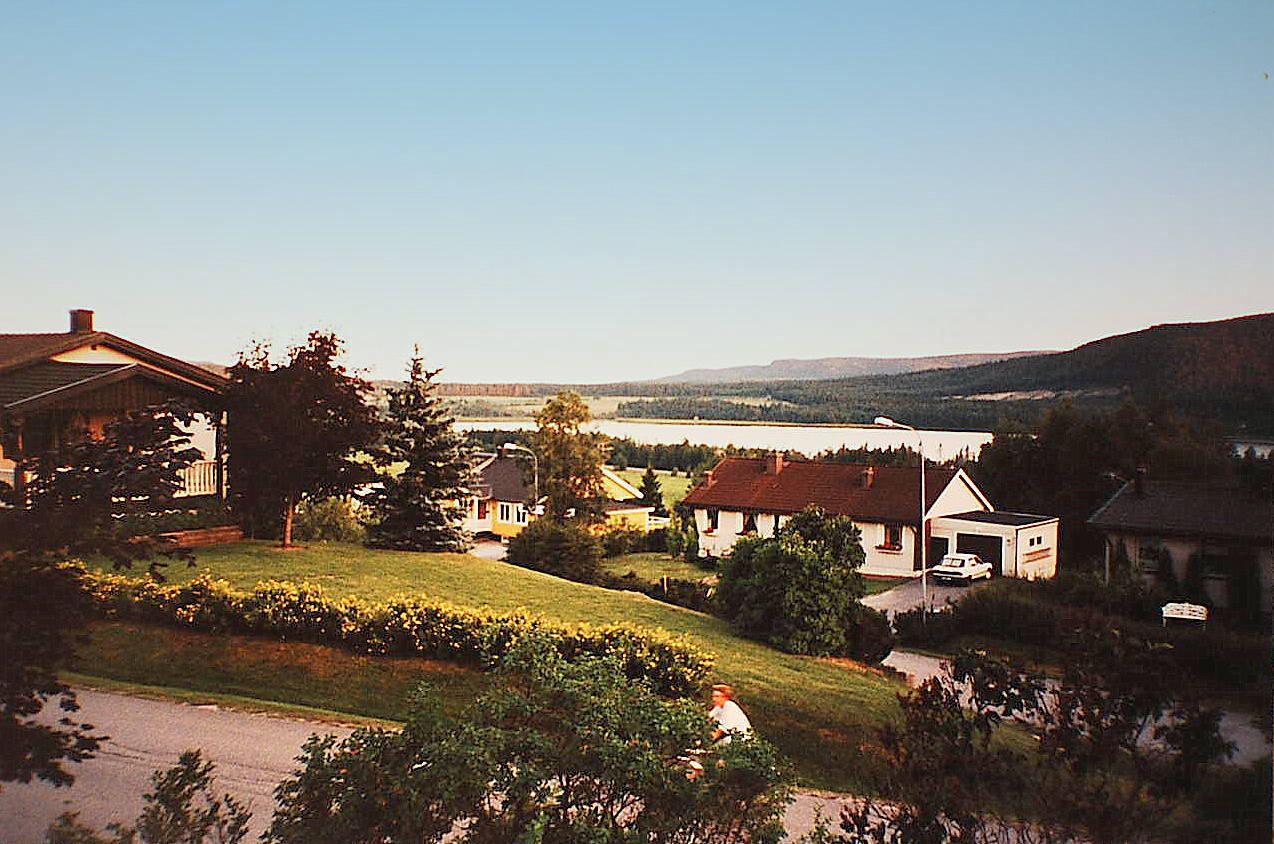
Vy från Violinvägen mot Svedjefjärden, 1997

Bostadsområdet Fageråsen med omkring 300 hushåll ligger som namnet antyder på en ås, med utsikten söderut mot Svedjefjärden. 

### Nätra Skärgård
- Ulvöhamn
- Trysunda
- Grisslan
- Slåttdalsskrevan
- Näske
- Balesudden

Båtturismen ökar under sommarmånaderna liksom även turistströmmarna till framförallt Trysunda och Ulvöarna. Turbåtarna MF Ulvön och MF Minerva sköter trafiken från Köpmanholmen utanför Bjästa ut till skärgårdsöarna. Strax söder om Bjästa efter E4 så finns även Skuleskogens Nationalpark och Skuleberget som också lockar stora skaror av turister med bland annat vandrings- och klättringsmöjligheter.

## Näringsliv
Viss småindustri finns på orten, men de flesta invånarna pendlar till  Örnsköldsvik. Tidigare arbetade många Bjästabor i det intilliggande Köpmanholmen, som hade betydande skogsindustri.

## Sport
Väster om E4 ligger Vårdhemsberget (196 m ö.h.), som har en skidanläggning med tre liftar, varav en barnlift, och ett flertal backar med varierande svårighetsgrad. I Bjästa finns även ishockeylaget KB 65.

## Skogsbranden 2008
Den 5 juni 2008 drabbades Balesudden av en skogsbrand som skulle visa sig bli svårsläckt. Branden fick ett intensivt brandförlopp genom den svårtillgängliga och branta terrängen och på grund av de kraftiga vindar spreds branden till andra delar av udden till toppbränder. Släckningsarbetet pågick flera veckor efter brandens start och man kan än idag se spår efter den stora branden på reservatet.

## Våldtäkterna i Bjästa 2010
Våldtäkterna i Bjästa var startpunkten för en svensk samhällsdebatt 2010, om respekten för brottsoffer. Debatten handlade bland annat om skolans och det övriga samhällets oförmåga att stödja brottsoffer.